# تجمع المزرب (حجر)

تعديل مصدري - تعديل

تجمع المزرب هي إحدى قرى عزلة الجول بمديرية حجر التابعة لمحافظة حضرموت، بلغ تعداد سكانها 45 نسمة حسب تعداد اليمن لعام 2004.